# Rifugio Marinelli Bombardieri
Das Rifugio Marinelli Bombardieri (oft nur Rifugio Marinelli, auch Marinellihütte genannt) ist eine alpine Schutzhütte der Sektion Valtellina des Club Alpino Italiano (CAI). Sie liegt in der italienischen Region Lombardei in den Bernina-Alpen, auf einer Höhe von 2813 m s.l.m. innerhalb der Gemeinde Lanzada. Die Hütte wird in der Regel von Ende März bis Anfang Mai sowie von Ende Juni bis Mitte September durchgehend bewirtschaftet. Sie bietet 186 Bergsteigern Schlafplätze.

## Geschichte
1880 wurde die Hütte als eine der ersten Schutzhütten der Lombardei vom CAI unter dem Namen Rifugio Scerscen eingeweiht. Bereits zwei Jahre später wurde sie in Rifugio Marinelli umbenannt, um den kurz zuvor verstorbenen Alpinisten und Initiator zum Hüttenbau, Damiano Marinelli zu ehren. Nach zahlreichen Erweiterungen (1906, 1915, 1917, 1925 und 1938) erhielt sie während des Zweiten Weltkrieges den Zusatz (Luigi) Bombardieri, einem Alpinisten und Schriftsteller.

## Zugänge
- Von Campo Moro (1970 m s.l.m.) ⊙ in ca. 3 Stunden
- Von Campo Franscia in ca. 4.30 Stunden

## Übergänge und Nachbarhütten
- Zum Rifugio Marco e Rosa (3609 m s.l.m.) ⊙ in ca. 3½ Stunden
- Zum Rifugio Roberto Bignami (2401 m s.l.m.) ⊙ in ca. 2 Stunden
- Zur Coazhütte (2610 m ü. M.) ⊙ über die Fuorcla da la Sella in ca. 5 Stunden
- Zum Rifugio Carate Brianza (2636 m s.l.m.) ⊙ in ca. 30 Minuten

## Gipfelbesteigungen
- Piz Bernina (4048 m ü. M.) ⊙ über das Rifugio Marco e Rosa und den Spallagrat auf den höchsten Gipfel der Ostalpen
- Piz Scerscen (3970 m ü. M.) ⊙ durch das Südwest-Couloir